# Гофман, Вильгельм
Людвиг Фридрих Вильгельм Гофман (нем. Ludwig Friedrich Wilhelm Hoffmann, 1806—1873) — немецкий протестантский богослов и проповедник.

## Биография
Людвиг Фридрих Вильгельм Гофман родился 30 октября 1806 года в Леонберге в семье Готлиба Вильгельма Гофмана (1771—1846) и Беате Бауманн (нем. Beate Baumann; 1774—1852); старший брат Христофа Гофмана.
Был профессором богословия в университете Базеля и Тюбингенской богословской семинарии, став со временем директором последней.
В 1852 году Гофман стал придворным проповедником в Берлине, где скоро был назначен генерал-суперинтендентом, вице-президентом консистории и членом Государственного совета.
Пользуясь полным доверием прусского короля Фридриха Вильгельма IV, Гофман имел громадное влияние на дела протестантской церкви в Пруссии.
Людвиг Фридрих Вильгельм Гофман умер 28 августа 1873 года в столице Германии и был похоронен на кладбище Liesenstraße.